# Rödluvan (äpple)
Rödluvan är en äppelsort som utsetts till landskapsäpple för Jämtland. Äpplet är resultatet av en korsning mellan det kanadensiska äpplet Lobo och det ryska äpplet Barhatnoe. Skalet, som är segt, har mestadels en röd färg. Köttet, som är vitt och blir brunt efter en längre tid, är sött och syrligt. Äpplet mognar i skiftet september–oktober och har därefter en kort hållbarhet. Rödluvans träd bär frukt tidigt, och därefter, för det mesta, rikligt varje år. Äpplet är medelstort till stort och har en rund form. Rödluvan pollineras bland annat av Transparente blanche och Silva.
Äpplets träd är köldtåligt och odlas gynnsammast i zon V-VI enligt Svensk trädgårds zonindelning. En nackdel är dock att äpplet kan drabbas av skorv.